# 나로드나야산
나로드나야산(Narodnaya山)은 러시아의 우랄산맥 북부의 산이다. 높이는 1,895m이다. 러시아의 코미 공화국에 있으며, 아북극권에 있는 우랄산맥의 최고봉으로 주로 규암으로 이루어져 있다. 러시아어로 ‘사람의 산’이라는 뜻이다. 산 정상은 빙하로 덮여 있으며, 비탈진 곳에는 소나무, 가문비나무 등 침염수림이 숲을 이루고, 높은 곳에는 툰드라가 펼쳐져 있다. 완만한 경사지대는 여름에 순록을 사육하는 목장으로 이용되고 있다.